# شعب غصإب (العدين)

تعديل مصدري - تعديل

شعب غصاب محلة تابعة لقرية جرين اسفل، التابعة لعزلة خباز بمديرية العدين إحدى مديريات محافظة إب في الجمهورية اليمنية.، بلغ تعداد سكانها 24 حسب تعداد اليمن لعام 2004.